# Eta Crucis
Eta Crucis (η Cru, η Crucis) é uma estrela na constelação de Crux. Tem uma magnitude aparente de 4,15, sendo visível a olho nu em locais sem muita poluição luminosa. Com base em medições de paralaxe, está localizada a aproximadamente 64,2 anos-luz (19,7 parsecs) da Terra.
Eta Crucis é uma estrela de classe F da sequência principal com um tipo espectral de F2 V. Sua massa equivale a 1,47 vezes a massa solar e seu raio é de 1,3 raios solares. Está irradiando 6,5 vezes mais luminosidade que o Sol de sua atmosfera a uma temperatura efetiva de 6 964 K, o que lhe dá a coloração branco-amarelada típica de estrelas de classe F. Sua metalicidade, a abundância de elementos mais pesados que hélio, é menor que a do Sol, com uma abundância de ferro equivalente a dois terços da solar. Possui uma velocidade de rotação projetada de 46,1 km/s, o que correponde a um período de rotação de menos de 1,9 dias, e uma idade estimada em 1,9 bilhões de anos.
Eta Crucis não possui estrelas companheiras conhecidas. Análises de velocidade radial não detectaram evidências de nenhuma outra estrela no espectro, mas não descartaram a possibilidade de ser uma binária espectroscópica. Duas companheiras ópticas, denominadas Eta Crucis B e Eta Crucis C, estão a uma separação angular de 46 e 36 segundos de arco e são apenas coincidência na linha de visão. Eta Crucis emite excesso de radiação infravermelha, o que é explicado pela presença de um disco de detritos ao seu redor.